# Mochizuki Chiyome
Mochizuki Chiyome (望月 千代女), também conhecida como Mochizuki Chiyojo (望月 千代女) ou Mochizuki Chiyo (望月 千代), era uma nobre feudal Japonesa do século 16, que criou um grupo de agentes kunoichi (ninjas mulheres) a serviço do clã Takeda.

## Biografia
Chiyome, uma descendente do ninja Mochizuki Izumo-no-Kami (望月出雲守) de Kōga-ryū, era a esposa de Mochizuki Moritoki, um samurai senhor de Shinano,distrito de Saku. Depois que Moritoki foi morto na Quarta Batalha de Kawanakajima em 1561, Chiyome foi deixada aos cuidados do daimyo Takeda Shingen, o líder do clã Takeda e um tio de seu falecido marido. Foi então quando Shingen aproximou-se dela e deu-lhe uma importante missão, recrutar mulheres e criar uma rede subterrânea de kunoichi (mulheres ninjas) e empregá-las contra os senhores da guerra rivais. O plano de Takeda  era que existisse uma cooperativa totalmente treinada de mulheres que pudessem agir como espiãs e agentes usadas para recolher informações e entregar mensagens codificadas para seus aliados; Chiyome foi a melhor candidata para isto, já que ela veio de uma longa linhagem de ninjas de Kōga. Ela aceitou a tarefa, e configurou sua base na vila de Nezu (jp:祢津村) na região de Shinshu (atual cidade de Tōmi, Nagano), e começou sua busca por candidatas potenciais para a formação.
Chiyome recrutou prostitutas e outras mulheres rebeldes, vítimas das guerras civis do período Sengoku, e meninas que eram órfãs, perdidas ou abandonadas. Muitas pessoas acreditavam que ela estava ajudando essas mulheres e dando-lhes uma oportunidade para começar uma nova vida, mas na realidade, eles eram treinadas para se tornarem coletoras de informações, verificadoras, sedutrizes, mensageiras e, quando necessário, assassinas. As essas mulheres foram ensinadas todas as habilidades de uma miko (Xintoísmo: uma sacerdotisa viajante), o que lhes permitiu viajar virtualmente para qualquer lugar, sem suspeita, e receberam educação religiosa para completar o seu disfarce. Ao longo do tempo, Chiyome e as kunoichis aprenderam a usar efetivamente mais disfarces, como atrizes, prostitutas ou gueixa, o que lhes permitiu mover-se livremente dentro das aldeias, cidades, castelos e templos, e obter acesso às suas metas. Eventualmente, Chiyome e suas kunoichi, havia estabelecido uma extensa rede de mais de 200 a 300 agentes, que serviam ao clã Takeda Shingen que foi sempre informado de todas as atividades, o que o colocava um passo à frente de seus adversários, em todos os momentos, até a sua morte misteriosa em 1573, depois dessa data ela desapareceu dos registros históricos.